# Boswell Williams
Boswell Williams (1926 – 20 de julio de 2014) fue un político santaluciano que representó al distrito de Vieux Fort en la legislatura de 1974 y fue elegido por la Reina Isabel II del Reino Unido para desempeñar el cargo de gobernador general de la isla a partir del 19 de junio de 1980 en sustitución de Sir Allen Montgomery Lewis, padre del ex primer ministro Vaughan Lewis.
Williams tuvo que afrontar la crisis constitucional más grave en la historia de Santa Lucía a raíz del bloqueo al plan presupuestal del primer ministro Allan Louisy. Tras poco más de dos años de ejercer en el cargo renunció en favor de su antecesor el 13 de diciembre de 1982.